# Rudolf Braendlin
Johann Rudolf Braendlin, auch Rudolf Brändlin oder Rudolf Brendlin (* 19. Februar 1780 in Richterswil; † 12. oder 11. Oktober 1837 in Jona bei Rapperswil), heimatberechtigt ab 1795 in Stäfa und ab 1815 in Flawil, war ein Schweizer Textilunternehmer und Politiker.

## Leben

### Familie

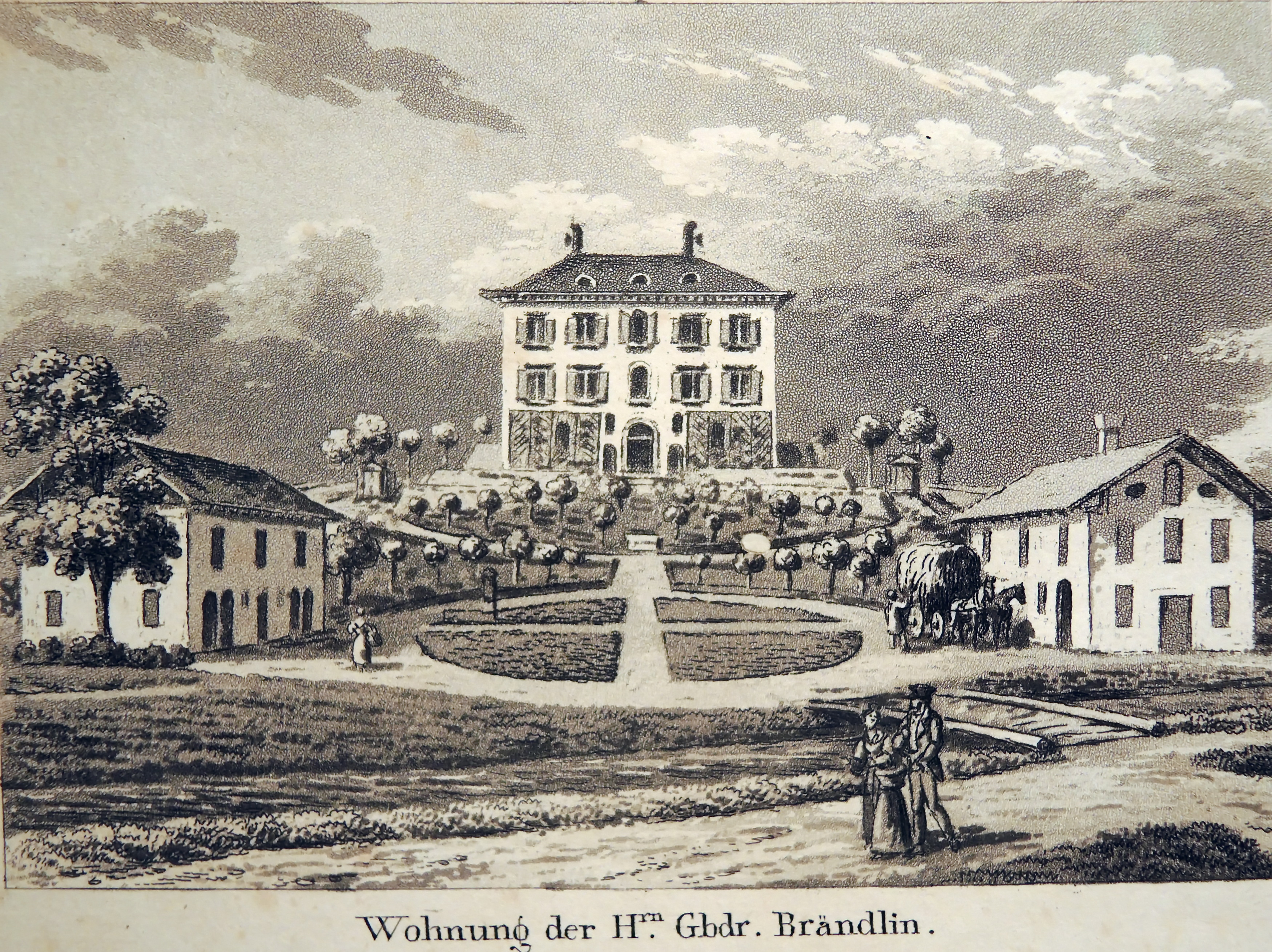
Villa Grünfels, Aquatinta von David Alois Schmid und Franz Hegi, um 1833

Rudolf Braendlin war der Sohn des Metzgers und Gastwirts Hans Jakob Braendlin, der auch Gemeindepräsident in Stäfa war; seine drei Brüder waren: 
- Jakob Braendlin-Näf, Unternehmer;
- Heinrich Braendlin, Unternehmer;
- Johannes Braendlin (1783–1860), Unternehmer.

Er war mit Anna Barbara (geb. Pfenninger) verheiratet, ihr gemeinsamer Sohn war der spätere Unternehmer und Politiker Carl August Braendlin (1817–1888).
Seit 1822 wohnte er mit seinem Bruder Jakob in der Villa Grünfels in Jona.
Sein Begräbnis erfolgte in Stäfa und ihm zu Ehren erklangen bei seiner Beisetzung zum ersten Mal die neuen Glocken der Reformierten Kirche Stäfa.

### Werdegang
Rudolf Braendlin erhielt eine kaufmännische Ausbildung in Lyon und war danach von 1802 bis 1806 als Angestellter der Firma Molas & Co. in Paris tätig.
1811 gründete er, gemeinsam mit seinen drei Brüdern, die Spinnerei Braendlin in Jona und war deren kaufmännischer Leiter; die Spinnerei wurde bis 1993 als Familienbetrieb geführt.
Im Jahr 1832 gründeten die vier Brüder zusammen mit Johannes Hürlimann († 7. Oktober 1861 in Rapperswil), dem Bruder des Industriellen Johann Jakob Hürlimann und der Schwiegersohn von Jakob Braendlin-Näf, die Spinnerei am Uznaberg in Uznach. Rudolf Braendlin war von 1833 bis zu seinem Tod Betriebsdirektor und leitete sie gemeinsam mit Johannes Hürlimann. Die Spinnerei galt lange Zeit als führend im Kanton St. Gallen.
1799 nahm er als Hauptmann der Schweizer Armee am Gefecht bei Frauenfeld teil; im selben Jahr erreichte er, dass die helvetische Regierung ein Bataillon zur Unterstützung des französischen Generals André Masséna zur Verfügung stellte. Im August 1799 befand er sich mit mehreren Scharfschützen in Döttingen, konnte jedoch aufgrund von Munitionsmangel nicht in die Kämpfe eingreifen. Auf seine Bitte hin, stellte ihm der französische General Michel Ney daraufhin Kavalleriemunition zur Verfügung, sodass die Scharfschützen unterstützend tätig werden konnten.
1809 wurde er zum Oberstleutnant befördert und 1813 erhielt er im Kanton Tessin ein Truppenkommando. Er kommandierte 1815, während der Grenzbesetzung, ein Jägerbataillon. 1828 wurde er zum Oberst befördert und war von 1831 bis 1835 Oberst im Generalstab. Noch vor seiner Bitte um Entlassung machte er, im Namen der Eidgenössischen Militärgesellschaft (siehe Schweizerische Offiziersgesellschaft), einige Vorschläge zur neuen Militärorganisation.

### Politisches Wirken
Von 1829 bis 1833 war Rudolf Braendlin Kantonsrat.